# Mystères de Lisbonne
Pour plus de détails, voir Fiche technique et Distribution.
Mystères de Lisbonne (Mistérios de Lisboa) est une coproduction franco-portugaise, à participation brésilienne, réalisée par Raoul Ruiz, sortie en 2010.
Le film est inspiré d'un roman de l'écrivain portugais Camilo Castelo Branco. L'adaptation de Raoul Ruiz est également destinée à la télévision et a été diffusée, en six épisodes, en mai 2011 sur la chaîne Arte. Le film reçoit le Prix Louis-Delluc en 2010.

## Synopsis
Au XIXe siècle, l'histoire de deux destinées qui se croisent : celle d'un orphelin en quête d'identité généalogique, Pedro da Silva, interne dans un collège religieux ; et celle du Père Dinis, un prêtre, autrefois aristocrate libertin, qui élève Pedro comme son fils. À partir d'une telle rencontre, l'évocation d'un tourbillon de récits, d'aventures et de personnages nous entraîne dans un voyage mouvementé à travers le monde et les années…
L'intrigue débute lorsqu'après avoir été violemment malmené, le jeune garçon voit paraître une inconnue, sa mère.

## Fiche technique
- Titre : Mystères de Lisbonne
- Titre original : Mistérios de Lisboa
- Réalisation : Raoul Ruiz
- Scénario : Carlos Saboga, d'après l'œuvre de Camilo Castelo Branco
- Photographie : André Szankowski
- Montage : Valeria Sarmiento, Carlos Madaleno
- Musique : Jorge Arriagada, Luís de Freitas Branco
- Production : Paulo Branco pour Clap Produção da Filmes (Portugal) / Alfama Films (France)
- Durée : 276 minutes (4 h 36)
- Pays d'origine :  Portugal,  France
- Date de sortie : 20 octobre 2010  France
- Genre : Film dramatique

## Distribution
- Adriano Luz (pt) : Padre Dinis
- Maria João Bastos (pt) : Angela de Lima
- Ricardo Pereira (VF : Marc Arnaud)[3] : Alberto de Magalhaes
- Clotilde Hesme : Élisa de Montfort
- Julien Alluguette : Benoît de Montfort
- Léa Seydoux : Blanche de Montfort
- José Afonso Pimentel (pt) : Pedro da Silva
- Melvil Poupaud : Ernest Lacroze
- Sofia Aparício : Condessa de Penacova
- Malik Zidi : Armagnac
- Margarida Vila-Nova : marquise de Alfarela
- Cleia Almeida : Francisca (non créditée)
- Albano Jerónimo : le comte de Santa Barbara

## La version télévision
Également conçu en forme de feuilleton télévisé, décomposé en six épisodes d'une heure chacun, ainsi intitulés :
1. L'Enfant sans nom
2. Le Comte de Santa Barbara
3. L'Énigme du Père Dinis
4. Les Crimes d'Anacleta dos Remédios
5. Blanche de Montfort
6. La Vengeance de la duchesse de Cliton.

Il a été diffusé pour la première fois sur Arte les 19 et 20 mai 2011 à raison de trois épisodes par soirée.

## Distinctions
- Coquille d'argent du meilleur réalisateur au Festival de San Sebastian 2010 ;
- Prix Louis-Delluc 2010 ;
- 2011 : Satellite Award du meilleur film étranger ;
- Globos de Ouro : meilleur film portugais, meilleur acteur (Adriano Luz) et meilleure actrice (Maria João Bastos).

## À noter
- En acceptant la commande d'un feuilleton télévisuel en six épisodes, inspiré d'un roman populaire du XIXe siècle, lui-même conçu selon les conventions de ces romans-feuilletons de l'époque, et préservant également l'idée d'une grande œuvre cinématographique, Raul Ruiz « retourne la situation ». C'est ce que nous dit Guy Scarpetta, à propos de Mystères de Lisbonne. « En somme, là où beaucoup d'autres réalisateurs font de la télé en présentant cela comme du cinéma, lui fait exactement l'inverse », écrit-il[5]. Dans la même revue, Raul Ruiz confie à Adrien Gombeaud et Philippe Rouyer : « Avant de lire le livre, j'avais envie de l'adapter. Parce que, au Chili (pays d'origine du réalisateur), je suppliais tout le monde de me laisser tourner une novela. Je me demandais pourquoi les auteurs de ce type de série télé s'obstinent à être mauvais alors qu'ils disposent de moyens assez remarquables. » Raul Ruiz, qui, originellement, souhaitait faire un film différent pour le grand écran, précise néanmoins : « Oui, mais c'est le film qu'il faut voir. À la télévision, (…) c'est une version plus parodique, avec une flèche narrative très claire. Si vous voulez la série, c'est Guillaume Tell avec sa flèche qui coupe la pomme, tandis que le film, c'est la bataille d'Azincourt avec des flèches qui partent dans tous les sens. » (entretien recueilli à Paris, le 29 août 2010)
- Cela conduit le critique Guy Scarpetta à faire remarquer : « Or au fur et à mesure que le récit filmique avance (scandé de longs flash-backs censés éclairer les énigmes dont il est parsemé), la narration ne cesse de se complexifier (…) chaque apparition d'un nouveau personnage ouvre une perspective inattendue dans une situation déjà passablement enchevêtrée (…) on en vient à deviner que le père Dinis, qui sert de fil conducteur à cette prolifération narrative, n'est pas seulement le dépositaire de cette histoire à tiroirs, mais qu'il en a été un des acteurs majeurs (et des plus équivoques). » (Positif, octobre 2010)
- Guy Scarpetta pressent, par ailleurs, Mystères de Lisbonne comme « une éblouissante récapitulation, par Ruiz, de tout le langage cinématographique qu'il a conquis et élaboré dans ses œuvres antérieures, quelque chose comme l'apothéose de son style. » En outre, affirme-t-il, « ce qui s'impose ici c'est qu'un style repose sur un paradoxe ou plutôt une tension, une oscillation entre deux pôles tenus en général pour incompatibles : entre, d'une part, une dimension hiératique (…), et une profusion ou une exubérance proprement baroques[6]. »

## Raul Ruiz: une intimité portugaise
« Je pratique le Portugal depuis trente ans. C'est toute une vie… Le Portugal, c'est comme le Chili… en mieux. Je ne sais pas si c'est la bonne formule, mais il y a une forme de mélancolie que nous partageons. (…) La définition de la saudade, c'est le souvenir de choses qui n'ont pas eu lieu (…). » (Entretien avec A. Gombeaud et Ph. Rouyer, Positif, octobre 2010)
« (…) Le rythme du dialogue en portugais est différent du dialogue en français. Les mots flottent. (…) Le portugais permet ce que j'aime au cinéma : le silence. (…) Dans le film, lorsque Da Silva sollicite un entretien avec la duchesse, il y a un silence de ce type. Ce n'est pas un très long silence. Mais une minute, c'est déjà beaucoup au cinéma. En France, on dit “un ange passe” ; en Espagne, “un évêque est né” ; au Portugal, “un poète est mort”. Je suis content d'avoir pu placer un long silence dans un de mes films. » (ibid.)